# Bowes Castle
Bowes Castle är ett slott i Storbritannien.   Det ligger i grevskapet North Yorkshire och riksdelen England, i den centrala delen av landet, 400 km norr om huvudstaden London. Bowes Castle ligger 295 meter över havet.
Terrängen runt Bowes Castle är varierad. Runt Bowes Castle är det ganska glesbefolkat, med 36 invånare per kvadratkilometer. Närmaste större samhälle är Barnard Castle, 6,7 km öster om Bowes Castle. Trakten runt Bowes Castle består i huvudsak av gräsmarker.